# Orubica
 Ovo je glavno značenje pojma Orubica. Za naselje u općini Bosanska Gradiška, BiH pogledajte Orubica (Bosanska Gradiška, BiH).
Orubica je naselje u Hrvatskoj, nalazi se u Brodsko-posavskoj županiji, u općini Davor.

## Povijest
Selo Orubica naseljeno je još u ranom srednjem vijeku, čak se zna da je od 13. do 15. stoljeća bilo srednjovjekovna katolička župa. U tzv. tursko doba, broj stanovnika se smanjuje. 1699. godine mirom u S. Karlovcima biva oslobođeno turskog jarma i 1702. godine izdvaja se posavski dio u posebno vojno i upravno područje Posavske krajine.
1745. godine osniva se Vojna krajina. To je prekretnica u razvoju ovog sela i dolazi do velikih reformi u upravi, sudstvu, školstvu i gospodarstvu. Selo je bilo pod direktnom upravom Beča, a on je naredio da se više dislociranih i satelitskih «naselja», razasutih na okrajcima stoljetnih šuma i pašnjaka grupira (urbanizira).
1774. godine otvorena je u Orubici «njemačka normalka», osnovna škola, koja je 2004. godine prešla 230. godinu svog postojanja. Danas ta škola nosi ime orubičkog velikana s razmeđa XIII. na XIX. st., našeg jezikoslovca i književnika Marijana Lanosovića, tvorca višejezičnog rječnika i pisca lingvističkih studija i članaka. 

## Orubica danas
Orubica je danas malo pogranično naselje u kojem je dominantno agrarno gospodarstvo. Stanovništvo se bavi većinom ratarskom i povrtlarskom proizvodnjom. To je selo koje je već 13. godinu uključeno u općinu Davor i zajedno sa stanovnicima Davora žele sačuvati biološku supstancu, otvoriti nove perspektive. U odnosu na 1955. godinu kada je imalo preko 1550 stanovnika danas je više nego prepolovljeno.

## Stanovništvo
| broj stanovnika | 1376  | 1455  | 1251  | 1404  | 1328  | 1450  | 1365  | 1380  | 1481  | 1501  | 1339  | 1218  | 986   | 855   | 746   | 633   | 504   |
|                 | 1857. | 1869. | 1880. | 1890. | 1900. | 1910. | 1921. | 1931. | 1948. | 1953. | 1961. | 1971. | 1981. | 1991. | 2001. | 2011. | 2021. |

## Poznate osobe
- Marijan Lanosović (* 1742. - † 1812.), hrvatski književnik, gramatičar, franjevac

## Kultura
Orubica ima malu župu Sv. Ilije, područnu školu «Fra Marijan Lanosović» s 28 učenika, ima KUD «Lanosović», Nogometni klub «SOKO 1970» i DVD Orubica.
Najstariji je KUD «Fra M. Lanosović» Orubica. Njeguje običaje, pjesmu i igru, izvorna kola sredine iz koje je poteklo. Već 1936. g. u izdanju Kalendara «Danice» zapisano je gostovanje članova tadašnjeg Ogranka «Seljačke sloge» iz Orubice u Zagrebu sa svojim kolom na dva štuka. Od 2009. u Orubici djeluje Klub mladih Orubica (KMO). U samom početku okupilo se oko 60 članova, a svakim danom ta se brojka povećava. Svake se godine održava tradicionalna manifestacija pod nazivom "Kolo na dva štuka" koja okuplja razna kulturno umjetnička društva Brodsko-posavske županije.
- 19. i 20. studenoga 1982. u Slavonskom Brodu održan je znanstveni skup o Marijanu Lanosoviću.

## Šport
Nogometni klub NK Soko 1970 (Soko = Sportski omladinski klub Orubica) djeluje od 1970. godine, kada je skupina nogometnih zaljubljenika registrirala klub.